# Anadia ocellata
Anadia ocellata — вид ящірок родини гімнофтальмових (Gymnophthalmidae). Мешкає в Центральній і Південній Америці.

## Поширення і екологія
Anadia ocellata мешкають в горах Коста-Рики і Панами та на заході Колумбії. Вони живуть в кронах вологих рівнинних і гірських тропічних лісів, на висоті від 240 до 1250 м над рівнем моря. Ведуть деревний спосіб життя, часто трапляються в заростях бромелієвих.